# Atarba (Atarba) restricta
Atarba (Atarba) restricta is een tweevleugelige uit de familie steltmuggen (Limoniidae). De soort komt voor in het Neotropisch gebied.